# Jacques Jaccard
Jacques Jaccard (New York, 11 settembre 1886 – Los Angeles, 24 luglio 1960) è stato un regista, sceneggiatore, attore produttore cinematografico statunitense.

## Filmografia

### Regista
- The Call of the Traumerei, co-regia di Lorimer Johnston – cortometraggio (1914)
- Smouldering Fires – cortometraggio (1915)
- The Wedding Guest – cortometraggio (1916)
- Liberty - serial cinematografico (1916)
- The Death Trap – cortometraggio (1920)
- The Timber Wolf – cortometraggio (1920)
- Jim il minatore ('If Only' Jim) (1920)
- The Iron Rider (1926)
- The Fire Fighters - serial cinematografico (1927)
- The Cheyenne Kid (1930)

### Sceneggiatore
- Trapped in a Forest Fire, regia di Lorimer Johnston – cortometraggio (1913)
- The Fast Mail, regia di Bernard J. Durning (1922)

### Attore
- The Badge of Honor – cortometraggio (1913)
- The Occult, regia di Lorimer Johnston – cortometraggio (1913)
- American Born, regia di Lorimer Johnston – cortometraggio (1913)
- Trapped in a Forest Fire, regia di Lorimer Johnston – cortometraggio (1913)
- His First Case, regia di Lorimer Johnston – cortometraggio (1913)
- A Blowout at Santa Banana, regia di Lorimer Johnston – cortometraggio (1914)
- The Coming of the Padres, regia di Lorimer Johnston – cortometraggio (1914)
- A Happy Coercion – cortometraggio (1914)
- The Widow's Investment, regia di Lorimer Johnston – cortometraggio (1914)